# Live and Let Live (Lied)
Live and Let Live ist ein Lied des englischen Singer-Songwriters und Rockmusikers Peter Gabriel. Es ist am 1. Dezember 2023 auf Gabriels zehntem Studioalbum i/o erschienen.

## Geschichte
Das Lied wurde erstmals als Weltpremiere bei dem ersten Konzert der I/o The Tour am 18. Mai 2023 in der Tauron Arena in Krakau, Polen live gespielt und gehörte immer zur Setlist der Tournee.
Die Erstveröffentlichung von Live and Let Live erfolgte als zwölfte Single des Albums i/o am 27. November 2023.
Diese wurde als Einzeltrack zum Download und Streaming durch Real World Records veröffentlicht. Hierbei handelt es sich um den sogenannten Bright-Side Mix, der von Mark „Spike“ Stent abgemischt wurde und um den sogenannten Dark-Side Mix, der von Tchad Blake abgemischt wurde. Ähnlich wie bei den in den elf Monaten zuvor veröffentlichten Titeln Panopticom, The Court, Playing for Time, i/o, Four Kinds of Horses, Road to Joy, So Much, Olive Tree, Love Can Heal, This Is Home und And Still wurde das Veröffentlichungsdatum der Single so gewählt, dass es mit einem Vollmond zusammenfällt. Anders als bei allen anderen Titeln des Albums i/o wurden alle drei Mixe gemeinsam am 27. November veröffentlicht, da das Erscheinungsdatum des Albums i/o am 1. Dezember 2023 vor dem nächsten Neumond am 13. Dezember 2023 lag. Eine Besonderheit dieses Liedes ist, dass der Dark-Side Mix und der In-Side Mix 25 Sekunden länger sind, als der Bright-Side Mix.

„Mir gefällt die Idee des Multiple-Mix-Ansatzes sehr gut, denn für die meisten Künstler ist der Prozess und nicht das Produkt das Wichtigste. In gewisser Weise versuche ich, den Prozess für diejenigen, die daran interessiert sind, ein wenig mehr zu öffnen.“

## Artwork
Das Cover der Single zeigt ein Foto des in Fulton, Missouri geborenen Künstlers Nick Cave in einer bunten auffälligen Kostümierung genannt „Soundsuit“, mit einigen Anbauten, wie Brummkreisel. Der Soundsuit ist Teil einer Reihe von „mindestens 500“, die Nick Cave von ihnen hergestellt hat. Ihren Ursprung hatten sie in der Zeit der Unruhen nach der Tötung von Rodney King durch Polizisten des Los Angeles Police Department. Diese Anzüge wirken wie ein Ausgleich, ein Neutralisator. Sie verbergen die Identität der Personen, die sie tragen. So ist es für die anderen Menschen nicht ersichtlich welchem Geschlecht, welcher Rasse oder welcher gesellschaftlichen Klasse die tragende Person angehört. Dadurch diesen sie dem Abbau von unbewussten oder sonstigen Vorurteilen. Dies ist nach Cave die beabsichtigte Wirkung.
Der für Live and Let Live verwendete Soundsuit wurde bereits 2008 von Nick Cave geschaffen und besteht aus dick gestrickten Wollstoffen in lebendigen Mustern, die bewusst grob miteinander vernäht sind und fast den gesamten Körper des Trägers bedecken. Aus der oberen Hälfte ragen mehrere Stäbe heraus an deren Enden Rasseln, Brummkreisel, Klapperteller und anders buntes Spielzeug befestigt ist. Bereits der Anblick des Soundsuits lässt erahnen, dass man sich in diesem Anzug nicht geräuschlos bewegen kann. Die von Gabriel verwendete Fotografie ist als Kunstdruck zu erwerben. Es wurde mindestens noch eine zweite Aufnahme der Foto-Session veröffentlicht. Darauf ist der Suit-Träger mit hoch aufgerichtetem Körper eher nach hinten geneigt zu sehen.

„Nick Cave macht viel Performance, Bewegung und Tanz, aber diese außergewöhnlichen Figuren, für die er am besten bekannt ist, „Soundsuits“, sind erstaunlich. Sie sind wie eine Rüstung. Unter all den überschwänglichen Farben kann man die Rasse, die Klasse, den Reichtum oder das Geschlecht der Person, die den Soundsuit trägt, nicht erkennen. Man hat also das Gefühl, dass man nicht wegen vorgefasster Meinungen darüber, wer man ist oder wie die Leute denken wie man ist, angegriffen wird... das ist eine sehr positive Wendung einer negativen Situation. Nicks Arbeit ist sehr interessant und ungewöhnlich, und ich bin sehr froh, dass er bereit war, dabei mitzumachen.“

„In dem Moment, in dem Sie den Anzug anziehen, sind Sie vor Vermutungen und Urteilen geschützt.“

## Hintergrund
Aufgenommen in Gabriels Real World Studios in Box, Wiltshire, im Beehive und in den British Grove Studios in London, in den High Seas Studios in Johannesburg, Südafrika und im ArteSuono Studio in Cavalicco, Italien sind auf Live and Let Live  unter anderem wieder Manu Katché am Schlagzeug, Tony Levin an der Bassgitarre, David Rhodes an der E-Gitarre, Melanie Gabriel bei dem Begleitgesang, das ständige New Blood-Orchester für dieses Album, zum dritten Mal der Soweto Gospel Choir, erstmals der italienische Jazz-Trompeter Paolo Fresu als Solist zu hören, sowie als weiterer Gast Steve Gadd in einem Loop, der vermutlich auf die Aufnahmen zu dem Album Up von 2002 zurückgeht. Das Orchester-Arrangement stammt erneut von John Metcalfe und Peter Gabriel. Live and Let Live hieß im unfertigen Zustand Path of Fortune und war das letzte Stück, das für das Album i/o fertig gestellt wurde.
Alle drei Mixe der Single wurden am zwölften Vollmond, genannt Beaver Moon, veröffentlicht. Gabriel kündigte bei der Veröffentlichung des Titels Panopticom an, dass weitere Bright-Side Mixe von allen Titeln des Albums von Mark „Spike“ Stent und weitere Dark-Side Mixe von Tchad Blake veröffentlicht werden. Der erste Mix wurde bei allen zuvor veröffentlichten Titeln jeweils bei Vollmond und die weiteren bei Neumond veröffentlicht. Darüber hinaus wurden von allen Titeln In-Side Mixe in Dolby Atmos von Hans-Martin Buff angekündigt, die von ihm im Red Room der Real World Studios und seinem eigenen Tonstudio Aural Majority Pad in Boofland erstellt wurden. Diese können auf Apple Music, Amazon Music wie auch auf der Audio-Blu-ray des Albums gehört werden. Als Stereo-Variante steht dabei bzgl. der Streamingdienste der jeweilige Dark-Side Mix zur Verfügung.

## Inhalt und Bedeutung
Über den Ursprung des Liedes sagte Gabriel:

„Musik kann wie eine Schachtel mit Stimmungspillen sein, mit denen wir uns selbst behandeln können, und ein großer Teil der Arbeit des Reverberation-Projekts konzentriert sich auf diese Art von Idee. Als jemand vorschlug, dass Vergebung ein Thema sein könnte, über das ich schreiben könnte, dachte ich zunächst: „Das interessiert mich nicht“, aber dann erinnerte ich mich an zwei Dinge. Erzbischof Desmond Tutu, der Vorsitzende von The Elders und ein echter Mentor für mich, leitete die Wahrheits- und Versöhnungskommission in Südafrika, und das ermöglichte es den Menschen dort wirklich, einige der Schrecken der Apartheid-Ära aufzudecken, darüber zu berichten und vielleicht wieder zu fühlen. Ich erinnere mich, dass er immer sagte, dass es einen großen Unterschied macht, zuzuhören und dafür zu sorgen, dass die Menschen sich gehört und anerkannt fühlen. Und manchmal schuf dies auch einen Raum für Vergebung.“

Live and Let Live bewegt sich auf demselben optimistischen Terrain wie Nick Caves „Soundsuits“, mit dem Vorsatz, dass das Gute das Böse besiegen wird und damit das Licht die Dunkelheit besiegen wird. Negative Energie und schlechte Taten zu erkennen und ihnen entgegenzutreten ist nach Gabriels Liedtext die einzige Antwort. Mandela sagte, er habe gespürt, wie die alte Angst und der alte Hass in ihm hochkamen, aber als er intensiv darüber nachdachte, wurde ihm klar, dass er einen Weg finden musste, mit diesen Menschen zusammenzuarbeiten, um etwas aufzubauen, das er seine Regenbogenkoalition nannte. Er musste ihre Menschlichkeit spüren und schließlich einen Weg finden, ihnen zu vergeben. Er war sich ziemlich sicher, dass er für den Rest seiner Tage ihr Gefangener bleiben würde, wenn er ihnen nicht verzeihen und einen Weg zur Zusammenarbeit mit ihnen finden könnte. Gabriel betont, dass Vergebung ein effektiver Weg ist, sich von emotionalen Lasten zu befreien und Frieden zu finden. Das Stück ist ein Tribut an Nelson Mandela (Madiba) und Desmond Tutu, die beide gemeinsam auf Initiative von Peter Gabriel und Richard Branson 2007 Gründer und Mitglieder der Organisation The Elders waren. Ziel dieser Gruppe ist es, die Erfahrung, die Beziehungen und den öffentlichen Einfluss der Mitglieder zur Lösung globaler Probleme einzusetzen. Mandelas Ziel für die Elders war es, ihre „fast 1.000-jährige kollektive Erfahrung“ zu nutzen, um Lösungen für scheinbar unüberwindbare Probleme wie Klimawandel, HIV/AIDS und Armut zu erarbeiten und „ihre politische Unabhängigkeit zu nutzen, um zur Lösung einiger der hartnäckigsten Konflikte der Welt beizutragen“. Der Inhalt des Liedes baut auf einer Aussage aus Mandelas Autobiografie Der lange Weg zur Freiheit auf. Nelson Mandela schreibt:

„Während der langen, einsamen Jahre [im Gefängnis] wurde aus meinem Hunger nach Freiheit für mein eigenes Volk der Hunger nach Freiheit für alle Völker, ob weiß oder schwarz. Ich wusste so gut, wie ich nur irgend etwas wusste, dass der Unterdrücker genauso befreit werden muss wie der Unterdrückte. Ein Mensch, der einem anderen die Freiheit raubt, ist ein Gefangener des Hasses. Er ist eingesperrt hinter Gittern von Vorurteil und Engstirnigkeit. Ich bin nicht wahrhaft frei, wenn ich einem anderen die Freiheit nehme, genauso wenig wie ich frei bin, wenn mir meine Freiheit genommen ist. Der Unterdrückte und der Unterdrücker sind in gleichen Maßen ihrer Menschlichkeit beraubt. Als ich das Gefängnis verließ, sah ich es als meine Aufgabe, beide, den Unterdrücker und den Unterdrückten, zu befreien.“

Einfach ausgedrückt befasst sich das Lied mit der Grundhaltung von Vergebung als Schlüssel zur Menschlichkeit und Freiheit an sich und als Gegenmittel zu Gewalt und Hass und beleuchtet diese zwei Aspekte von der entgegengesetzt anderen Seite als der Liedtext des Songs Four Kinds of Horses.
Gabriel sieht auch einen Bezug zu der aktuellen Weltlage zum Zeitpunkt der Veröffentlichung des Songs im November 2023:

„Ich weiß, wenn wir uns ansehen, was derzeit [seit dem Terrorangriff der Hamas auf Israel 2023] im Nahen Osten oder [seit dem Russischen Überfall seit 2022] in der Ukraine passiert, an allen möglichen Orten auf der Welt, wo es immer noch Gewalt und Brutalität gibt, erscheint es vielleicht banal und erbärmlich, mit einem Blumenstrauß herumzulaufen und Vergebung zu predigen. Aber ich glaube, auf lange Sicht müssen die Menschen einen Weg finden. „Frieden entsteht nur, wenn man die Rechte der anderen respektiert.“, lautet ein Zitat der Friedensuniversität in Costa Rica, und ich denke, das ist eine wirklich wichtige Botschaft für mich und mein Leben. Entweder man gehört zu den Verletzten oder man befreit sich selbst, und Vergebung ist eindeutig ein sehr effektiver Weg, sich selbst zu befreien.“

## Bandcamp Exclusives
Für die Abonnenten des Kanals von Peter Gabriel bei dem Online-Musikdienst Bandcamp wurden jeweils zusätzlich zu den Bright-Side und den Dark-Side Mixen alternative Versionen der bis dahin veröffentlichten Titel des Albums i/o auch zum Download zur Verfügung gestellt, wie auch Videoclips, die deutlich mehr in die Tiefe gehen als die Clips auf YouTube, die an jedem Vollmond regulär erscheinen, meistens an Neumond, manchmal auch später.
Live and Let Live (Stripped Down Version) – 5:51 – Dabei handelt es sich um eine alternative Version von Live and Let Live, eine abgespeckte Version, die vor der Hinzufügung von Streichern, Chor und weiterer Instrumentierung entstand, mit Ausnahme von David Rhodes. Diese Version vom Januar 2022 entstand an einem Punkt, als Gabriel bereits viele Elemente in die Vorarbeiten gepackt hatte und sich darin zu verlieren drohte. Deswegen fertigte er mit David Rhodes diese entleerte Version an, die zwar wie ein frühes Demo klingt, der aber bereits einige Ausarbeitungsversuche vorangegangen waren. Sie hat noch einen anderen Text mit realen Worten, nicht mit Lauten ohne Sinn. Der Text des Liedes wurde für die endgültige Version noch weiterentwickelt und in der Endphase gekürzt. Gibt es bei der Albumversion den Vierzeiler mit William Blake, Desmond Tutu und Madiba, gibt es hier noch einige Zeilen mehr, in denen John Lennon und Yoko Ono dem Frieden eine Chance geben und Mahatma Gandhi zu allem lächelt. Musikalisch sind bei dieser Version programmierte Drums und später ein veränderter Rhythmusloop sowie von Gabriel auf dem Klavier hingeworfene Akkorde zu hören. Die Gitarre von David Rhodes begleitet simpel, aber stützend.

## Musikvideo
Das Musikvideo zu Live and Let Live wurde zu dem Bright-Side Mix im Rahmen der KI-Musikvideocreator-Plattform 50:50 am 30. April 2025 veröffentlicht. Das KI-generierte animierte Video wurde von Jay Schankman erstellt. Dieses bewegt sich durch drei lyrische Passagen. Als erstes geht es um persönliches Verständnis und Vergebung, anschließend um die Reparatur oder Heilung unserer zwischenmenschlichen Beziehungen und am Ende um das Zusammenkommen in der Liebe, wobei die Bezüge dazu viele verschiedene Formen annehmen. Letzten Endes, wenn wir unsere endlosen Kriege beenden und „die Last ablegen, die Waffen niederlegen“. Die Elders sprechen davon, den Mut zu haben, „mutig genug zu sein, zuzuhören, zu leben und leben lassen“.

## Mitwirkende
(Quelle:)

### Liedproduktion
- Stefano Amerio – Toningenieur
- Tchad Blake – Mixing (Dark-Side Mix)
- Hans-Martin Buff – Dolby-Atmos-Mixing (In-Side Mix), zusätzliche E-Gitarre (nur In-Side-Mix), Klatschen (nur In-Side-Mix), Real World-Sommer-Geräusche (nur In-Side-Mix)
- Richard Chappell – Vorproduktion-Toningenieur, Rhythmus-Programmierung
- Tom Coath – Assistenz-Orchester-Toningenieur
- Matt Colton – Mastering
- Faye Dolle – Assistenz-Toningenieurin, zusätzliche Toningenieurin
- Brian Eno – Rhythmus-Programmierung (Morph-Kit), zusätzliche Synthesizer
- Paolo Fresu – Solo-Trompete
- Peter Gabriel – Hauptgesang, Begleitgesang, Synthesizer, Klavier, Produzent, Rhythmus-Programmierung, Tamburin
- Melanie Gabriel – Begleitgesang
- Oli Jacobs – Toningenieur, Rhythmus-Programmierung
- Lewis Jones – Orchester-Toningenieur
- Manu Katché – Schlagzeug
- Steve Gadd – Besen-Loops
- Tony Levin – Bassgitarre
- Katie May – Toningenieurin, Udu
- David Rhodes – E-Gitarre, Begleitgesang
- Dom Shaw – Assistenz-Toningenieur
- Luie Stylianou – Assistenz-Orchester-Toningenieur
- Mark „Spike“ Stent – Mixing (Bright-Side Mix)

### Orchesterproduktion
- Mitglieder des New Blood Orchestra:
  - Orchester-Arrangements – John Metcalfe, Peter Gabriel
  - Geigen – Everton Nelson, Richard George, Natalia Bonner, Cathy Thompson, Debbie Widdup, Odile Ollagnon, Ian Humphries, Louisa Fuller, Martin Burgess, Clare Hayes, Charles Mutter, Marianne Haynes
  - Bratschen – Bruce White, Rachel Roberts, Fiona Bonds, Peter Lale
  - Celli – Ian Burdge, Caroline Dale, Tony Woollard, Chris Worsey, William Schofield, Chris Allan
  - Kontrabass – Chris Laurence, Stacy Watton, Lucy Shaw
  - Dirigent – John Metcalfe
  - Konzertmeister – Everton Nelson
  - Betreuer der Noten – Dave Foster
  - Auftragnehmer des Orchesters – Lucy Whalley und Susie Gillis für Isobel Griffiths Ltd.[10][11]

### Chorproduktion
- Chorgesang – Soweto Gospel Choir:
  - Sopran – Linda Sambo, Nobuhle Dhlamini, Phello Jiyane, Victoria Sithole
  - Alt – Maserame Ndindwa, Phumla Nkhumeleni, Zanele Ngwenya, Duduzile Ngomane
  - Tenor – George Kaudi, Vusimuzi Shabalala, Xolani Ntombela, Victor Makhathini
  - Bass – Thabang Mkhwanazi, Goodwill Modawu, Warren Mahlangu, Fanizile Nzuza
  - Solisten: Phello Jiyane (Sopran), Duduzile Ngomane (Alt), Vusimuzi Shabalala (Tenor), Fanizile Nzuza (Bass), Victor Makhathini (Improvisationen in Zulu mit männlicher Stimme), Phumla Nkhumeleni (Ululation und Chanting mit weiblicher Stimme)
  - Toningenieur – Jacques Du Plessis
  - Musikdirektor, Gesangs-Arrangeur – Bongani (Honey) Ncube

### Unternehmen
- Aural Majority Pad – Tonstudio (Dolby Atmos Mix)
- ArteSuono – Tonstudio
- The Beehive – Tonstudio
- British Grove – Tonstudio
- High Seas – Tonstudio
- Metropolis Mastering – Mastering
- Real World Studios – Tonstudio

### Zur dem Lied
- Peter Gabriel Ltd. (Hrsg.): i/o – Peter Gabriel The Tour 2023. input / output. petergabriel.com, Mill Lane, Box, Corsham, Wiltshire, SN13 8PL 2023, The Art of i/o: Live and Let Live – Nick Cave, S. 74–75 (britisches Englisch, i/o The Tour Tourbook).
- Peter Gabriel Ltd. (Hrsg.): i/o – Peter Gabriel. Real World Records, Mill Lane, Box, Corsham, Wiltshire, SN13 8PL 26. April 2024, 12 - Live and Let Live - Nick Cave (britisches Englisch, i/o Boxset Buch).
- Alfredo Marziano, Luca Perasi: Peter Gabriel – The Rhythm Has My Soul. The Stories Behind the Songs. L.I.L.Y. Publishing, Mailand 2024, ISBN 978-88-909122-7-6, i/o, S. 308–310 (englisch).

### Zum Inhalt
- Nelson Mandela: Der lange Weg zur Freiheit. S. Fischer Verlag, Frankfurt am Main 1994, ISBN 3-10-047404-X (englisch: Long Walk to Freedom. Übersetzt von Günter Panske, Erstausgabe: Little, Brown & Company, London  1994, Original-ISBN 0-316-54585-6).
- Desmond M. Tutu, Mpho A. Tutu: Das Buch des Vergebens : vier Schritte zu mehr Menschlichkeit. Alleria, Berlin 2014, ISBN 978-3-7934-2249-5 (englisch: The book of forgiving. Erstausgabe: HarperOne, New York  2014, Original-ISBN 978-0-06-220357-1).